# HD 163929
HD 163929，又名BD+55 1995，SAO 30645、HR 6699，是一颗恒星，视星等为6.1，位于銀經84.15，銀緯29.9，其B1900.0坐标为赤經17h 53m 33.7s，赤緯+55° 29.9′ 53″。